# Хараламби Анчев
Хараламби Борисов Анчев е български юрист и предприемач, вицепремиер и министър на правосъдието в служебното правителство на Стефан Софиянски през 1997 година.

## Биография
Хараламби Анчев е роден на 2 юни 1953 година в Бургас. Завършва право в Софийския държавен университет и от 1980 година работи като адвокат в София. От 1982 до 1990 година е агент на Шесто управление на Държавна сигурност под псевдонима Чавдар.
От 1992 до 1995 година Анчев е главен секретар на Висшия адвокатски съвет, а от 1994 до 1996 година – секретар на Централната избирателна комисия. През октомври 1996 година, докато е синдик на фалиралата и свързвана с правителството на Жан Виденов Българска земеделска и промишлена банка, срещу него е извършен неуспешен атентат, като колата му е взривена в движение. От февруари до май 1997 година е вицепремиер и министър на правосъдието в служебното правителство на Стефан Софиянски.
През следващите години Хараламби Анчев е председател на Надзорния съвет на Българска холдингова компания, свързвана със Стефан Софиянски.